# 優質先發
優質先發（英語：Quality Start），是棒球術語，是由美國運動作家約翰·洛威（John Lowe）所提出的一種棒球統計數據，目的是用來測量投手先發表現良好的場次。要能夠被稱為「優質先發」，則先發投手必須投滿至少六局，且自責分不能超過3分。
發展「優質先發」這項統計數據與棒球統計學上越來越多試圖反映個人成就的趨勢相符。「優質先發」這項數據剔除了得分支援、救援失敗、以及失誤等的影響。這些數據經常會影響到投手的勝投與敗投場次，卻常常不是先發投手所能控制的。以這種考量方式為出發點的統計數據和研究，通常被稱為賽伯計量學（Sabermetrics）。